# Воронянский, Василий Трофимович
Вороня́нский Васи́лий Трофи́мович (25 августа 1901, с. Диканька, Полтавская область на Украине — 14 сентября 1943) — один из руководителей партизанского движения на территории Минщины в годы Второй мировой войны.

## Биография
В Красной Армии с 1919 года. Участник Гражданской войны и боёв у озера Хасан в 1938 года. За безупречную службу был награждён именными часами от Народного Комиссара Обороны К. Е. Ворошилова.
Накануне войны Василий Воронянский являлся командиром отдельного батальона связи в Могилёве. 22 июня 1941 года Василий Трофимович отправился на фронт. Оказался в окружении. С горсткой солдат настойчиво пробивался на восток, но линия фронта смещалась быстрее. В сентябре 1941 года Воронянский вступил в партизанский отряд «Мститель» в Логойском районе и вскоре возглавил его. Позже отряд переименовался в «Бригаду Дяди Васи», в 1943 году после создания ЦШПД отряд получил более официальное название — «Народный Мститель».
В ходе успешных операций отряда Воронянского было уничтожено более 13 000 немецких солдат и полицаев; ранено около 9000 солдат; пущен под откос 161 эшелон; взорвано 152 моста; уничтожено 7 самолётов, 5 танков, 325 автомашин и 6 орудий. Также разрушались предприятия, работавшие на немцев, и склады.
22 марта 1943 года бойцы отряда Воронянского в перестрелке с немецкими войсками убили молодого офицера Ханса Вёльке, который являлся известным олимпийским атлетом и был лично знаком с Адольфом Гитлером. Это стало поводом для уничтожения деревни Хатынь.
В сентябре 1943 года Василий Трофимович был вызван в Центральный штаб партизанского движения в Москве. В ночь на 14 сентября на партизанский аэродром в Бегомле (ныне Докшицкий район, Витебская область) приземлился самолёт, который забрал Воронянского в столицу. При перелёте самолёт попал под обстрел, и командир партизанской бригады получил смертельные ранения.

## Память
Имя Воронянского носят улицы в Минске, Логойске и Плещеницах.
В Белорусском государственном музее истории Великой Отечественной войны в Минске хранятся фотография Воронянского, наградные часы и последнее письмо семье с фронта.
В фильме Сергея Урсуляка «Праведник» роль Воронянского исполнил Фёдор Добронравов.